# Deddick River
Deddick River är ett vattendrag i Australien. Det ligger i delstaten Victoria, omkring 320 kilometer öster om delstatshuvudstaden Melbourne.
I omgivningarna runt Deddick River växer i huvudsak städsegrön lövskog. Trakten runt Deddick River är nära nog obefolkad, med mindre än två invånare per kvadratkilometer. Genomsnittlig årsnederbörd är 1 238 millimeter. Den regnigaste månaden är juni, med i genomsnitt 211 mm nederbörd, och den torraste är juli, med 58 mm nederbörd.